# Мельонек
Мельонек (пол. Melonek) — село в Польщі, у гміні Лаґув Келецького повіту Свентокшиського воєводства.
Населення — 157 осіб (2011).
У 1975-1998 роках село належало до Келецького воєводства.

## Демографія
Демографічна структура на день 31 березня 2011 року:
|          | Загалом | Допрацездатний вік | Працездатний вік | Постпрацездатний вік |
| -------- | ------- | ------------------ | ---------------- | -------------------- |
| Чоловіки | 87      | 22                 | 51               | 14                   |
| Жінки    | 70      | 13                 | 33               | 24                   |
| Разом    | 157     | 35                 | 84               | 38                   |